# Ustrój polityczny Australii

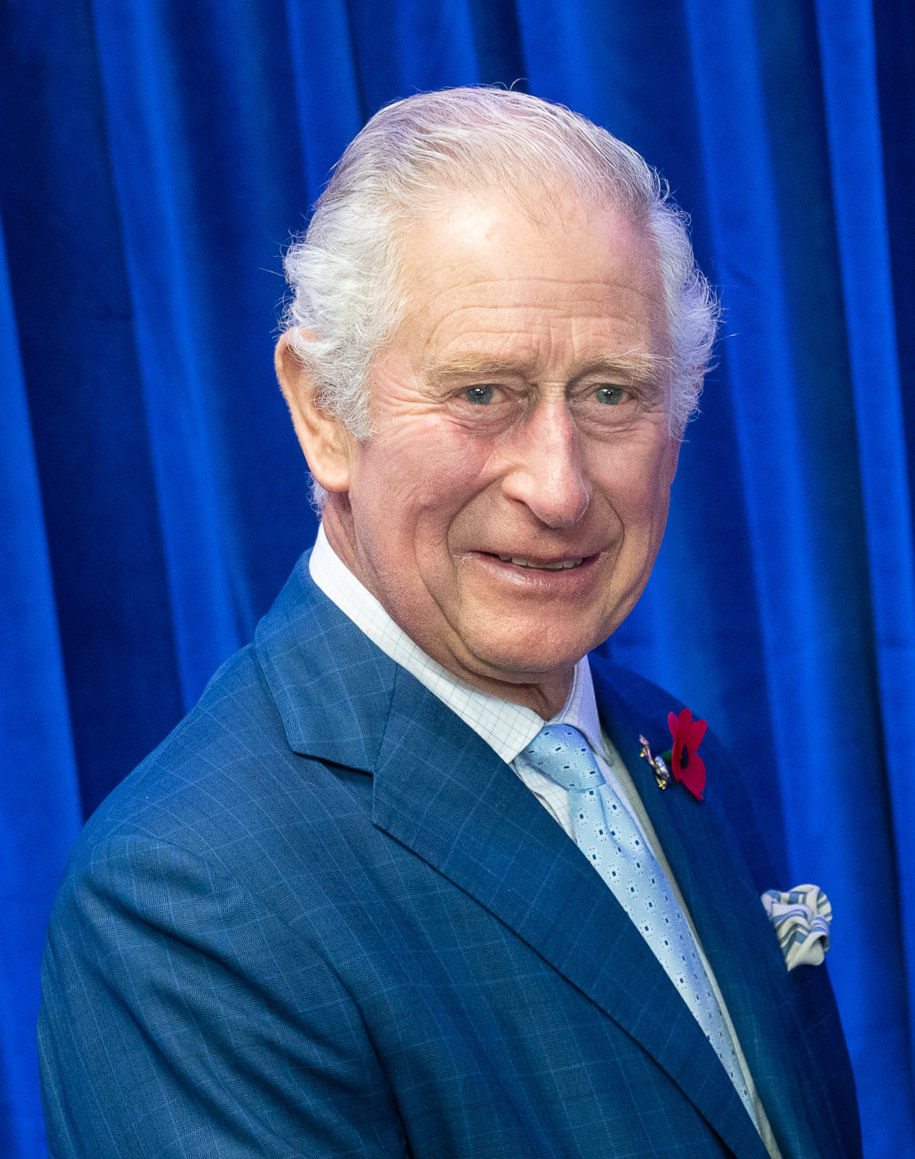
Król Australii, Karol III

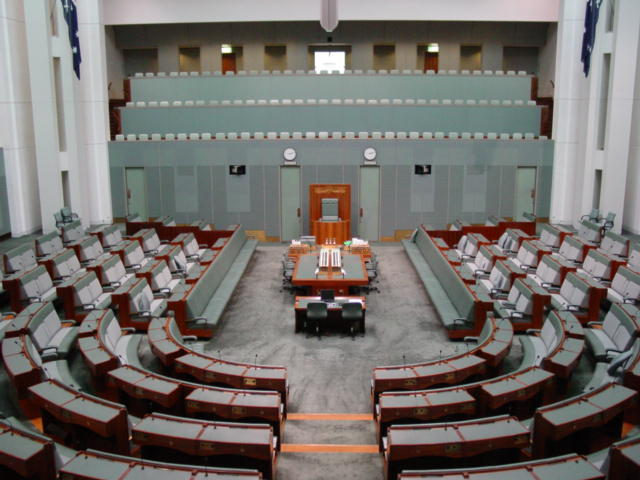
Sala posiedzeń Izby Reprezentantów

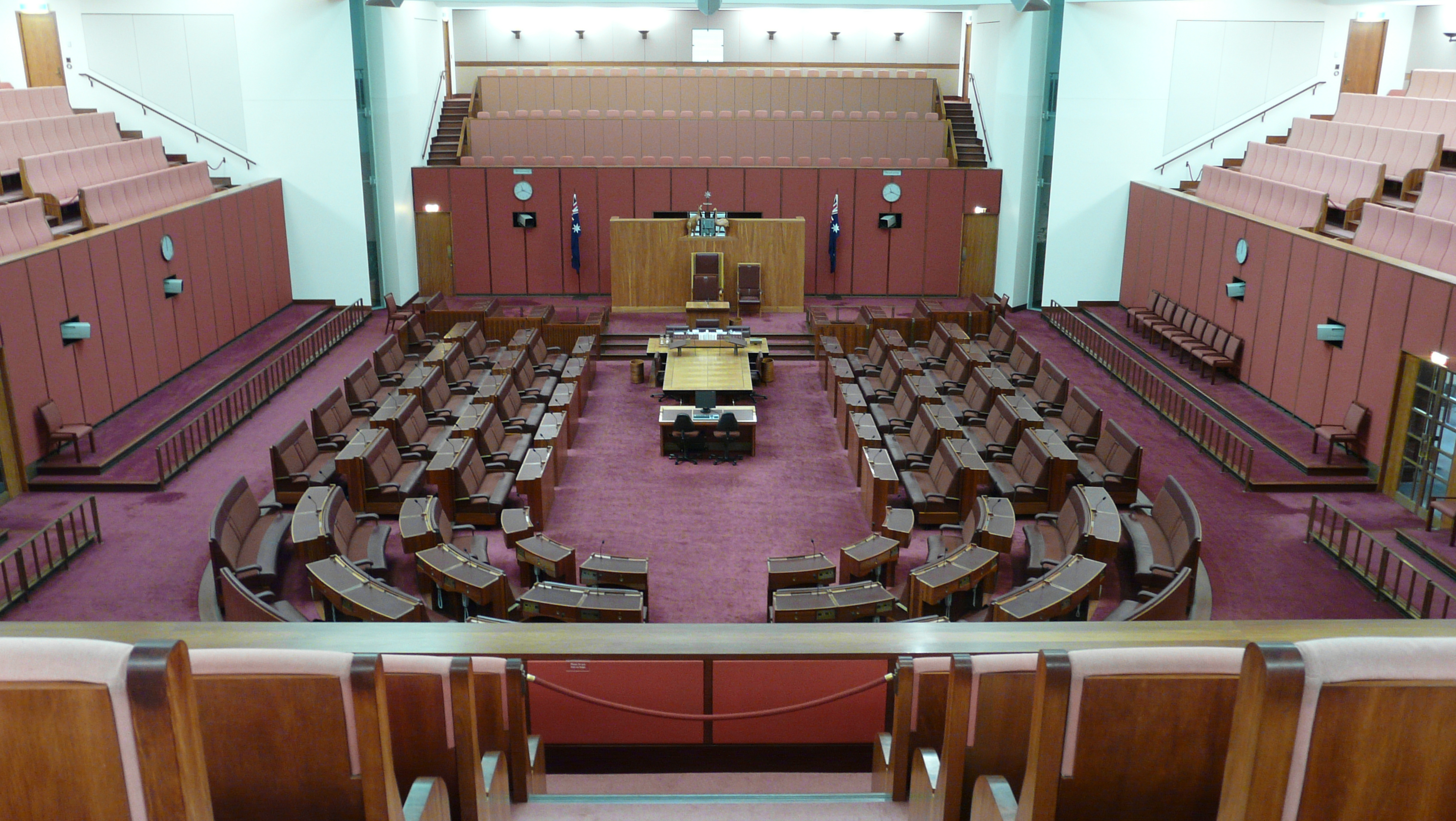
Sala posiedzeń Senatu

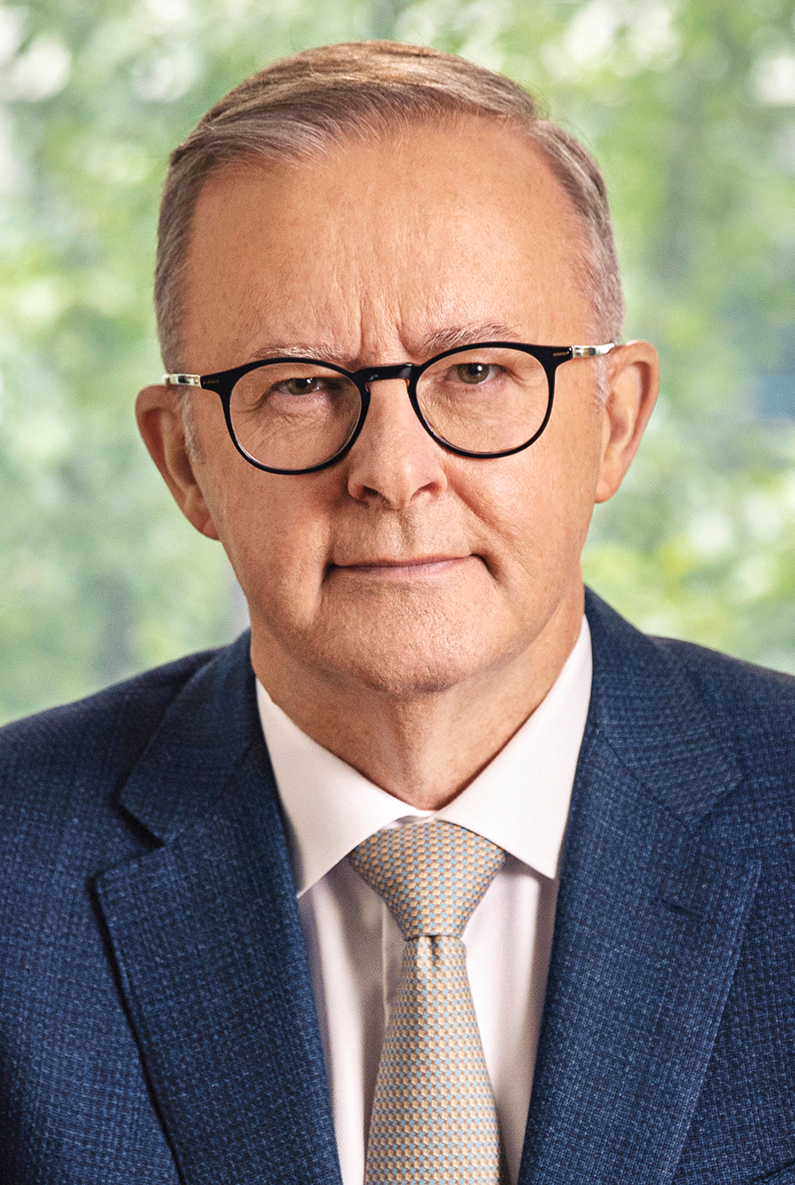
Anthony Albanese, premier Australii

Australia (właśc. Związek Australijski – Commonwealth of Australia) – federacyjna monarchia konstytucyjna, połączona unią personalną z Wielką Brytanią jako jeden z Commonwealth realms.

## Rys historyczny
Związek Australijski powstał 1 stycznia 1901 roku jako federacja sześciu kolonii brytyjskich istniejących wcześniej na kontynencie australijskim. Jego inauguracja została poprzedzona trwającymi kilka lat i przebiegającymi dość burzliwie negocjacjami między koloniami w sprawie kształtu ustrojowego federacji. Ostatecznie przyjęto ustrój w znacznej mierze oparty na modelu westminsterskim, do którego dodano jednakże elementy federalizmu zaczerpnięte z systemu politycznego USA.
Początkowo Australia była dominium brytyjskim. W 1931, na mocy statutu westminsterskiego dominia zostały zrównane w swym statusie z Wielką Brytanią, co można uznać za symboliczną datę pełnej niepodległości Australii. Należy jednak pamiętać, iż zmiany prawne usankcjonowane w Statucie, w rzeczywistości zachodziły ewolucyjnie przez wiele lat wcześniej. Dodatkowo, Australia dokonała ratyfikacji Statutu dopiero w roku 1942, choć w ustawie ratyfikacyjnej znalazł się zapis, iż obowiązuje ona retroaktywnie od września 1939 roku. Kolejnym etapem w rozluźnianiu więzi między Australią a jej dawną metropolią były ustawy pod nazwą Australia Act, przyjęte niemal równocześnie w 1986 roku przez parlamenty w Canberze i Londynie. Wprowadzały one pełne rozdzielenie systemów sądownictwa w obu krajach.
W 1999 w Australii odbyło się referendum w sprawie zniesienia monarchii i wprowadzenia republiki. Zakończyło się ono porażką ruchu republikańskiego, choć temat ten wciąż powraca w australijskiej debacie publicznej.

## Konstytucja
Australia – w przeciwieństwie do Wielkiej Brytanii – posiada spisaną konstytucję. Jej tekst został opracowany przez konstytuantę pracującą w latach 1897–1898. Następnie – po pewnych modyfikacjach wprowadzonych podczas ostatnich negocjacji między rządami sześciu kolonii – został przyjęty w referendach przez obywateli każdej z nich. W 1900 parlament brytyjski przyjął ustawę o konstytucji Związku Australijskiego, która oficjalnie przyznawała Australii status dominium i nadawała konstytucję.
Zmiana konstytucji możliwa jest wyłącznie w drodze referendum ogólnokrajowego, przy czym niezbędne jest uzyskanie tzw. podwójnej większości: zmianę musi poprzeć większość mieszkańców Australii liczonych łącznie, ale również większość stanów (tzn. projekt zmian musi uzyskać poparcie większości głosujących w co najmniej czterech stanach). W dotychczasowej historii odbyły się 44 referenda konstytucyjne, ale tylko w ośmiu z nich zmiany zostały przyjęte. Ostatni raz miało to miejsce w 1977 roku.

## Władza ustawodawcza
Władzę ustawodawczą na szczeblu federalnym sprawuje Parlament Australii. Formalnie w jego skład wchodzą król Australii, Senat oraz Izba Reprezentantów. Rola króla w procesie stanowienia prawa jest symboliczna (patrz niżej), dlatego przyjęło się uważać australijski parlament za bikameralny.
Prawo inicjatywy ustawodawczej przysługuje wyłącznie członkom parlamentu. Przedłożenia rządowe muszą być oficjalnie „sponsorowane” przez jednego z parlamentarzystów. Jako pierwsza projekt rozpatruje ta izba, której członek jest projektodawcą. Do wejścia w życie ustawy niezbędne jest przyjęcie jej w identycznym brzmieniu przez obie izby. Jeśli to się nie uda za pierwszym razem, istnieje wieloetapowa procedura uzgadniania stanowiska izb oraz ponawiania prób przyjęcia ustawy. Jeśli nie przyniesie ona rezultatu, gubernator generalny ma prawo dokonać tzw. podwójnego rozwiązania (double dissolution), tzn. rozpisać przedterminowe wybory do obu izb równocześnie.
Spod powyższych zasad wyjęte są ustawy o charakterze budżetowym (money bills), dla których obowiązuje specjalna procedura, w której izbą inicjującą i zdecydowanie silniejszą jest Izba Reprezentantów.

### Izba Reprezentantów
Izba Reprezentantów jest formalnie izbą niższą, jednak w praktyce to ona odgrywa kluczową rolę w systemie politycznym. Izba składa się ze 150 członków wybieranych na trzyletnią kadencję. Stosuje się jednomandatowe okręgi wyborcze i ordynację preferencyjną. Miejsca w Izbie są podzielone między stany i terytoria proporcjonalnie do ich ludności.

### Senat
Konstytucja Australii przewiduje, iż każdy stan będzie reprezentowany w Senacie przez taką samą liczbę członków. Liczba ta zmieniała się na przestrzeni dziejów Australii i obecnie wynosi po 12 senatorów z każdego stanu. Dodatkowo po dwa miejsca otrzymały oba terytoria wewnętrzne, co sprawia, iż łącznie Senat liczy 76 członków. Kadencja senatorów liczy 6 lat, przy czym co trzy lata (przy okazji każdych wyborów do Izby Reprezentantów) odnawia się połowę jego składu. Senatorowie wybierani są w wielomandatowych okręgach wyborczych, gdzie każdy stan lub terytorium stanowi jeden okręg. Stosuje się ordynację opartą na zasadzie pojedynczego głosu przechodniego. Powoduje ona, iż do Senatu dostają się często mniejsze ugrupowania, niemające szans na zaistnienie w izbie niższej. W ostatnich latach korzystają na tym m.in. Australijscy Zieloni.

## Władza wykonawcza

### Monarcha i gubernator generalny
Król Australii jest formalną głową państwa i zwierzchnikiem sił zbrojnych, kieruje także egzekutywą. Posiada bardzo szerokie kompetencje, obejmujące m.in. prawo weta absolutnego wobec każdej z ustaw, mianowania premiera oraz gabinetu i skracania kadencji parlamentu. Posiada również wyłączność na wydawanie aktów wykonawczych do ustaw.
Australia jest powiązana unią personalną z Wielką Brytanią, co oznacza, iż każdy nowy monarcha brytyjski staje się jednocześnie monarchą Australii (choć od czasu koronacji Elżbiety II funkcje te są formalnie rozdzielone). Powoduje to, iż przez ogromną większość czasu monarcha pozostaje poza granicami Australii. W jej zastępstwie wszystkie jej funkcje na szczeblu federalnym wykonywane są przez gubernatora generalnego Australii. Kwestie związane z tym urzędem w ogromnej większości regulowane są przez prawo zwyczajowe, które jednak w Australii – państwie wywodzącym się z tradycji common law – traktowane jest na równi z prawem spisanym.
Oficjalnie gubernator generalny pochodzi z osobistej nominacji królewskiej, choć w praktyce monarcha zawsze mianuje kandydata przedstawionego jej przez premiera Australii. Wykonując swe funkcje, gubernator działa w ścisłym porozumieniu z rządem i de facto jest mu podporządkowany. Decyzje takie jak rozpisanie wyborów czy zawetowanie ustawy podejmuje wyłącznie na wniosek premiera. Z kolei rozporządzenia wydaje tylko za radą Federalnej Rady Wykonawczej, w skład której wchodzą członkowie gabinetu. Samodzielna rola ustrojowa gubernatora generalnego sprowadza się do funkcji ceremonialnych. Oczekuje się od niego, iż będzie raczej apolitycznym „Ojcem (lub Matką) Narodu”.
W wyjątkowych przypadkach gubernator generalny ma prawo korzystać ze swych szerokich uprawnień zupełnie samodzielnie. W nauce prawa konstytucyjnego możliwość ta nosi nazwę reserve powers i jest uznawana za swego rodzaju „wentyl bezpieczeństwa” na wypadek np. bardzo poważnego kryzysu politycznego. W praktyce kwestia ta budzi ogromne kontrowersje – choć ostatni raz gubernator generalny skorzystał z reserve powers w 1975 (odwołał wówczas premiera Whitlama wbrew woli większości w Izbie Reprezentantów), do dziś nie milkną dyskusje, czy miał do tego prawo.

### Rząd i gabinet
Faktycznym szefem egzekutywy jest premier Australii. Jest on mianowany przez gubernatora generalnego w imieniu monarchy, przy czym nominację zawsze otrzymuje przywódca partii lub koalicji mającej większość w Izbie Reprezentantów. Następnie premier przedstawia gubernatorowi skład gabinetu, który ten formalnie powołuje. Wszyscy członkowie rządu muszą być członkami jednej z izb parlamentu. Jeśli nie sprawują mandatu w chwili powołania, mają trzy miesiące na jego zdobycie (np. poprzez wybory uzupełniające) pod rygorem dymisji ze stanowiska rządowego.
Podobnie jak w Wielkiej Brytanii, w Australii pojęcia rządu i gabinetu nie są tożsame. Rząd (government) obejmuje wszystkich parlamentarzystów powołanych przez premiera w skład egzekutywy. Znaczną część z nich stanowią tzw. junior ministers (zwani też outer ministry), kierujący pewnym wycinkiem polityki rządu pod nadzorem ministra – członka gabinetu, oraz parliamentary secretaries, na bieżąco reprezentujący rząd w określonej dziedzinie na forum parlamentu. W skład gabinetu wchodzą tylko wyżsi rangą ministrowie, z których każdy odpowiedzialny jest za szeroką dziedzinę polityki (np. sprawy zagraniczne, obrona) lub też kierowany przez niego dział administracji jest dla rządu szczególnie ważny.
W australijskim systemie politycznym obowiązuje raczej kolegialny model wypracowywania najważniejszych decyzji. Choć ostatecznie należą one do premiera i ma on możliwość narzucenia swojej woli ministrom, zwyczajowo ważniejsze kwestie są wcześniej przedmiotem dyskusji na forum gabinetu. Z systemu brytyjskiego przejęta została także silna służba cywilna, będąca apolitycznym rdzeniem centralnej administracji państwowej. Na jej czele w każdym z resortów stoi tzw. sekretarz. Podobnie jak w USA, ministerstwa zwane są w Australii departamentami, choć (inaczej niż w Stanach) ich polityczni szefowie noszą tytuły ministrów.
Australijski rząd ani gabinet nie ma formalnej możliwości samodzielnego wydawania aktów wykonawczych. Robi to za pośrednictwem gubernatora generalnego, któremu instrukcje w tej sprawie przekazywane są poprzez Federalną Radę Wykonawczą.

## Stany i terytoria
Australia dzieli się na sześć stanów i trzy terytoria wewnętrzne, przy czym Terytorium Jervis Bay nie posiada żadnego samorządu. Ponadto Australia posiada szereg niewielkich terytoriów zewnętrznych, do których jednak odnoszą się zupełnie odrębne zasady administracji, bliższe rozwiązaniom stosowanym w przypadku np. kolonii brytyjskich.
Stany zachowały swoje konstytucje przyjęte w czasach, gdy były samodzielnymi koloniami brytyjskimi. Konstytucja Australii zawiera listę dziedzin, które zostały objęte wyłączną kompetencją Związku. W pozostałych sprawach władze stanowe mają swobodę kształtowania własnego porządku prawnego. Ogranicza ją jedynie konstytucyjna zasada, iż w przypadku sprzeczności prawa stanowego i federalnego, za wiążące uznaje się to drugie, a przepis stanowy może zostać uchylony. Nieco inaczej wygląda status dwóch autonomicznych terytoriów wewnętrznych (chodzi tu o Terytorium Północne i Australijskie Terytorium Stołeczne), których samodzielność wynika wyłącznie z ustaw zwykłych i nie ma podstaw konstytucyjnych. Tym samym władze federalne zachowują kontrolę nad całością prawodawstwa stanowionego przez terytoria i mogą je uchylać. W praktyce dzieje się to sporadycznie, jednak procedura ta nie została całkowicie zarzucona.
Stany i terytoria wewnętrzne posiadają własne parlamenty oraz rządy. Szefowie rządów stanowych noszą tytuł premierów, natomiast w terytoriach są oni zwani szefami ministrów. Dodatkowo w każdym ze stanów funkcjonuje urząd gubernatora, oficjalnie będącego osobistym reprezentantem monarchy, a w praktyce odgrywającego rolę analogiczną do tej, jaką na szczeblu federalnym pełni gubernator generalny. W Terytorium Północnym funkcję tę spełnia administrator, natomiast w terytorium stołecznym urzędu takiego de facto nie ma.

### Samorząd lokalny
Kwestie podziału administracyjnego i samorządów lokalnych zostały pozostawione w gestii stanów, które mogą w dowolny sposób dzielić swój obszar na mniejsze jednostki i delegować im uprawnienia. Wszystkie stany stosują podział jednostopniowy, przy czym jednostki samorządu – choć wszystkie są równe pod względem kompetencji, a ich granice nie pokrywają się – używają kilku różnych typów nazw, np. miasto, gmina, hrabstwo, dystrykt itp. Stolice stanowe, będące zarazem największymi miastami Australii, nie stanowią nigdzie jednego organizmu administracyjnego. Zamiast tego funkcjonują jako aglomeracje złożone ze stosunkowo niewielkich samorządów, gdzie kwestie ogólnomiejskie regulują bezpośrednio władze stanowe.

## System partyjny
Już w pierwszej dekadzie XX wieku w Australii ukształtował się system partyjny zdominowany przez dwa bloki: prawicowy i lewicowy. Na lewicy przez cały ten czas dominującym ugrupowaniem pozostaje Australijska Partia Pracy (ALP). Prawica kilkakrotnie przechodziła przeobrażenia i zmiany nazw partii, lecz od lat 40. XX wieku dominuje na niej tzw. Koalicja (zapisywana wielką literą – the Coalition), w ramach której współpracują blisko Liberalna Partia Australii (LPA) i, jako tradycyjnie słabszy partner, Narodowa Partia Australii (NPA), do lat 70. działająca jako Partia Wiejska (Country Party). W ostatnich latach skład Koalicji uzupełniają regionalne ugrupowania powstałe w wyniku formalnej fuzji struktur LPA i NPA w stanie Queensland (Liberal National Party of Queensland) oraz w Terytorium Północnym (Country Liberal Party).
Oba bloki wymieniają się władzą na szczeblu federalnym. Gdy przywódca jednego z nich jest premierem, szef drugiego pełni funkcję lidera opozycji. Ze względu na ordynację wyborczą, obsadzają one niemal wszystkie miejsca w Izbie Reprezentantów. W Senacie ordynacja umożliwia udział mniejszych partii, które zyskują w ten sposób możliwość prezentowania swego programu szerszej grupie wyborców, jednak ich wpływ na proces polityczny jest bardzo ograniczony.
Podobnie wygląda sytuacja na szczeblu stanowym i terytorialnym, choć tam tradycyjnie nieco silniejsze są mniejsze (często regionalne) ugrupowania oraz politycy niezależni. Premierami stanowymi zostają jednak niemal zawsze politycy ALP lub Koalicji.

## Władza sądownicza
Australijskie sądownictwo podzielone jest na część federalną i stanową. Ogromną większość spraw załatwiają sądy stanowe i terytorialne, w każdym stanie tworzące odrębną strukturę. Każdy stan posiada też własny sąd najwyższy, który jest zarówno instancją odwoławczą, jak i sądem pierwszej instancji w najbardziej skomplikowanych sprawach.
Sądy federalne orzekają w dziedzinach, które zgodnie z konstytucją Australii i ustawodawstwem federalnym, w całości podlegają regulacji prawnej na poziomie Związku. Są to m.in. prawo rodzinne (z wyjątkiem Australii Zachodniej), kwestie imigracyjne oraz szerokie spektrum zagadnień związanych z prawem pracy i prawem gospodarczym. Najwyższą instancją odwoławczą w systemie federalnym jest Sąd Najwyższy Australii, który rozpatruje też kasacje od wyroków stanowych sądów najwyższych.